# Luis Rosado Vega
Luis Rosado Vega fue un escritor, periodista, poeta y político mexicano, nacido el 21 de junio de 1873 en Chemax, Yucatán, y muerto en la ciudad de Mérida el 31 de octubre de 1958. Firmaba con el seudónimo Maese Ventura.
Independientemente de sus otros méritos literarios, fue ampliamente conocido en México por ser el autor de la letra de la famosa canción Peregrina (la música es del también famoso compositor yucateco, Ricardo Palmerín), que le solicitó Felipe Carrillo Puerto cuando era gobernador de Yucatán para obsequiar a la periodista estadounidense Alma Reed, con quien se dice que el líder del proletariado yucateco tuvo una relación sentimental.

## Datos biográficos
Hizo sus estudios en Mérida y se graduó de profesor normalista. Se casó con la profesora Celia Ojeda Rosado con la que tuvo dos hijos: Luis Augusto y Vladimiro.
Desde muy joven Rosado Vega fue redactor de la Revista de Mérida. Tuvo en esa época una gran relación con Delio Moreno Cantón y con Carlos R. Menéndez. Bajo la tutela del primero aprendió el oficio de periodista y destacó como cronista y crítico de arte.
Trabajó en el Colegio Normalista de Mérida. Más tarde fue regidor del Ayuntamiento de esta misma ciudad. Fue también secretario particular de los gobernadores Nicolás Cámara Vales (1913) y Eleuterio Ávila (1914). No estuvo de acuerdo con el régimen del General Salvador Alvarado, posiblemente influido por Carlos R. Menéndez, y durante la gubernatura pre-constitucional del sinaloense se auto-exilió en La Habana, Cuba. Regresó a Yucatán en 1917, cuando dejó la gubernatura el general Alvarado, y entonces fue denodado partidario y amigo de Felipe Carrillo Puerto, a la sazón líder del Partido Socialista del Sureste y más tarde gobernador de Yucatán.
Años después, dirigió el Museo Yucateco de Arqueología e Historia hasta 1937. Durante esa época, realizó un recorrido científico por la península de Yucatán con pretensiones arqueológicas. Vivió también en la Ciudad de México, en donde continuó su trayectoria periodística y escribiendo en prosa y verso. 
Fue asimismo director del Ateneo de Ciencias y Artes en Tlaxcala. En 1946 al regresar a Yucatán fue nombrado director de la biblioteca José Martí.
Fue también redactor en prestigiadas revistas de la península como Pimienta y mostaza, Artes y Letras, El Palenque Literario, Álbum Yucateco, El Ateneo de Mérida, Diario de Yucatán. Participó también en publicaciones de otros estados de México, de Cuba, Sudamérica y España.

## Obra
Entre sus libros y poesías, figuran:
- Alma y sangre (1906)
- Libro de ensueño y dolor (1907)
- María Clemencia, novela romántica (19??)
- El desastre. la obra revolucionaria del general Salvador Alvarado, escrita desde el exilio en La Habana (1917)
- Vaso espiritual (1919)
- El sueño de Chichén Itzá, poesía (1929)
- En los jardines que encantó la muerte, poesía (1936)
- El árbol de la sangre blanca, poesía (19??)
- La abuela caoba, poesía (19??)
- El alma misteriosa del Mayab (1934)
- Tradiciones, leyendas y consejas (1934)
- Claudio Martín, vida de un chiclero, producto de su estancia en Quintana Roo (1938)
- Amerindmaya (1938)
- Callejeras, teatro, (19??)
- La ofrenda de Venus, obra lírica-dramática (19??)
- Payambé, poema dramático sobre el pasado maya (19??)

### Peregrina
Se cita una estrofa de la canción:
Así es como el propio Rosado Vega relata cómo surgió la letra de la famosa canción de Peregrina:

"La letra fue simple consecuencia de una lluvia primaveral. Llovió copiosamente una tarde, y esta lluvia auspició una noche espléndida. Teatro, la Casa del Pueblo durante un festival. Concluido este, nuestro inolvidable Felipe Carrillo Puerto, Alma Reed –la singular, por bella, periodista norteamericana, pero del sur de los Estados Unidos, o sea de San Francisco, California– y yo debíamos asistir a un convivio en la casa del maestro Filiberto Romero, director de la Escuela de Música. En el auto iba Alma sentada entre Felipe y yo. Entramos en el suburbio de San Sebastián. Con el aguacero de la tarde la tierra había abierto sus entrañas, y despedía de ella misma ese grato y sugestivo aroma de la tierra cuando acaba de ser fecundada por la lluvia. [...] y Alma dilató el pecho como para absorber a pleno pulmón aquellas fragancias y dijo: ¡Qué bien huele! Le salí al paso con una frase simplemente galante: –Todo huele bien porque usted pasa. Tierra, flores, quisieran besarla y por eso llegan a usted con sus perfumes. Dijo Felipe al punto: –Eso se lo vas a decir en un verso. Contesté: –Se lo diré en una canción. Alma rio argentinamente. Así reía. Concluido el convivio y ya en mi casa, compuse la letra. No podía olvidar a Palmerín. En la mañana siguiente lo busqué y se la di. Dos días después ya había nacido la canción. Y eso fue todo."
Luis Rosado Vega.